# Ruines de la maison Salomon
Les ruines de la maison Salomon sont les ruines d'une maison située à Pérouges, en France.

## Localisation
La maison est située dans le département français de l'Ain, sur la commune de Pérouges.

## Historique
L'édifice est classé au titre des monuments historiques le 22 mars 1924.